# Vizcondado de Garci-Grande
El vizcondado de Garci-Grande es un  título nobiliario español creado por el rey Carlos III el 14 de abril de 1761 a favor de Cristóbal Espinosa y Castillo, diputado por Zamora.
La denominación del título se refiere a una dehesa en el partido de Alba de Tormes.

## Titulares
|                         | Titular                               |                         |
| Creación por Carlos III | Creación por Carlos III               | Creación por Carlos III |
| ----------------------- | ------------------------------------- | ----------------------- |
| I                       | Cristóbal Espinosa y Castillo         | 1761-¿?                 |
| II                      | José Vicente de Espinosa y Angulo     | ¿?-¿?                   |
| III                     | Tomás-Cristóbal Espinosa y Munive     | ¿? -1809                |
| IV                      | Manuel Espinosa Álvarez-Palomino      | ¿?-1855                 |
| V                       | José María Espinosa y Villapecellín   | ¿?-¿?                   |
| VI                      | Luis Espinosa y Villapecellín         | ¿?-1929                 |
| VII                     | Manuel Espinosa y Villapecellín       | ¿?-1964                 |
| VIII                    | Luis Manuel Espinosa y Méndez de Vigo | 1965-2024               |
| IX                      | Ana Eliane Espinosa Ortiz             | 2024-actual titular     |

## Historia de los vizcondes de Garci-Grande
- Cristóbal Espinosa y Castillo (baut. Iglesia de San Ildefonso, Zamora, 1728), I vizconde de Garci-Grande,[1][a] marqués de Coquilla y diputado por Zamora.[1]

Casó con María Antonia de Angulo y Uriarte. Sucedió su hijo:
- José Vicente de Espinosa y Angulo (n. Aguilar de Campos, 1750),[2] II vizconde de Garci-Grande.

Casó en Vergara, el 11 de abril de 1771, con María Josefa Munive Areizaga (1749-1785), hija de los condes de Peñaflorida. Sucedió su hijo:
- Tomás-Cristóbal Espinosa y Munive (m. 31 de julio de 1809) III vizconde de Garci-Grande.

Casó con María Eustaquia Álvarez-Palomino. Sucedió su hijo:
- Manuel Espinosa Álvarez-Palomino (m. 23 de marzo de 1855) IV vizconde de Garci-Grande.[3][4]

Casó en 1850, en Olmedo, siendo su primer marido, con Narcisa de Villapecellín y Hernández (m. 4 de agosto de 1902), I condesa de Cabaña de Silva. Después de enviudar, Narcisa contrajo un segundo matrimonio con Mariano de Lacy y Hernández. Sucedió su hijo:
- José María Espinosa y Villapecellín (baut. 3 de abril de 1851), V vizconde de Garci-Grande[5] y senador por la provincia de Salamanca (1896, 1909-1910).[6]

Contrajo matrimonio con María de la Concepción Zúñiga y Clavijo.  Sin descendencia, sucedió su hermano:
- Luis Espinosa y Villapecellín (baut. Santiago del Burgo, Zamora, 12 de septiembre de 1853[7]-Madrid, 8 de junio de 1929[8]), VI vizconde de Garci-Grande,[3] II conde de Cabaña de Silva,[3] diputado por Salamanca (1898-1899),[9] senador por la provincia de Salamanca (1903-1907),[10] maestrante de Ronda[3] y Gran Cruz de la Orden de Isabel la Católica.[8]

Casó el 30 de agosto de 1885 con su prima hermana, Josefa Villapecellín Cabezudo, hija de José Villapecellín y Hernández y Elena Cabezudo y Jiménez. Le sucedió su hijo:
- Manuel Espinosa y Villapecellín (Olmedo, 17 de agosto de 1899[3]-2 de noviembre de 1964[7]), VII vizconde de Garci-Grande,[3] III conde de Cabaña de Silva y maestrante de Ronda.[3]

Contrajo matrimonio el 17 de junio de 1932, en Madrid, con Eliane Méndez de Vigo y Bernaldo de Quirós, biznieta de María Cristina de Borbón-Dos Sicilias.
- Luis Manuel Espinosa y Méndez de Vigo (n. Madrid, 4 de marzo de 1935),[3] VIII vizconde de Garci-Grande[11] y IV conde de Cabaña de Silva.[1][12]

Casó con María Isabel de Ortiz y Jurado López de Salamanca (n. Huelva, 1944). Sucedió, por cesión, su hija:
- Ana Eliane Espinosa Ortiz, IX vizcondesa de Garci-Grande.[13]